# 五常廳
五常廳，清朝时设置的厅。
辽朝时，為阿延女真部地。明朝时，為阿憐衛南境。清朝同治八年（1869年），設協領於五常堡，東距縣治三十五里。光緒六年（1880年），遷治於歡喜嶺，建築土城。光緒七年，吉林將軍銘安奏請「在歡喜嶺設立撫民同知一員，名曰五常廳」。光緒八年（1882年），設五常廳同知。宣統元年（1909年），升五常府。民國二年改五常縣，三年劃屬吉林省濱江道，國民政府成立，廢道，直隸於吉林省政府。。